# Поляна (Мукачевский район)
Поля́на (укр. Поляна, венг. Polena, нем. Poljana, словац. Polana) — село в  Мукачевском районе Закарпатской области Украины. Административный центр Полянской сельской общины.
Расположено в 10 км от Свалявы, в небольшой узкой долине, окружённой почти со всех сторон лесами. В окрестностях Поляны начинается Уклинский перевал и встречаются две реки — Малая Пыня и Большая Пыня. На юго-востоке села находится гора Крехаев, а на востоке гора Кичера. Рядом с посёлком проходит шоссе E 471 Мукачево — Львов.

## История
Поляна имеет многовековую историю. Исторические памятники, обнаруженные на территории села, относятся ко II тысячелетию до н. э. Впервые село упоминается ещё в XII веке как небольшое поселение пастухов.
В 40-х годах XIII века Поляна была сожжена татаро-монголами. После нашествия село ещё долго оставалось разорённым. Лишь в XV — XVI веках здесь появились признаки жизни. В 1548 году Поляна была заселена вторично.
В XVII — XVIII веках многие полянские крестьяне боролись с феодалами в отрядах повстанцев. Во время освободительной войны венгерского народа 1703—1711 жители Поляны вступали в отряды куруцев, которые наносили удары по императорским войскам. После поражения Габсбурги жестоко расправились с повстанцами. Многие крестьяне были замучены, а тех кто остался в живых передали другим землевладельцам.
В 1728 году австрийский император Карл VI отдал значительную часть Закарпатья большому австрийском магнату Шенборну-Бухгейму. Поляна тоже стала его собственностью и была включена в состав Мукачевско-Чинадеевской доминии.
Со второй половины XIX века в селе действовали три цеха по разливу минеральной воды, известной местным жителям уже более 500 лет назад. Минеральную воду называли «Поляна Квасова» или «Лужанская» и употребляли как столовую воду. Об этом упоминают грамоты венгерского короля 1463 года. Впоследствии она стала использоваться для лечения некоторых заболеваний желудка. Источники находились во владении графа Шенборна, который сдавал их в аренду ростовщикам.
С 1842 по 1911 год «Поляна Квасова» отмечалась 21 раз на международных конкурсах как одна из лучших минеральных вод в Центральной Европе. Наряду с «Поляна Квасова» огромный спрос на европейском рынке имела и «Лужанская». Эта вода тоже удостоена многих дипломов и наград.
После победы революции в Венгрии в марте 1919 года в Поляне была установлена Советская власть и создан Совет крестьян, рабочих и солдат. Но Советская власть в том году просуществовала в Поляне всего 33 дня.

## Санатории
Со времён советского периода работают и по сей день в окрестностях посёлка санатории, которые известны за пределами Украины: «Поляна», «Солнечное Закарпатье», «Закарпатский Оздоровительный Комплекс „Солнечный“» и ряд других, работающие на базе минеральных источников типа «Боржоми», а также завод по разливу минеральной воды «Поляна Квасова».